# 3130 Hillary
3130 Hillary (1981 YO) là một tiểu hành tinh vành đai chính được phát hiện ngày 20 tháng 12 năm 1981 bởi A. Mrkos ở Klet.